# Mairengo
Mairengo é uma comuna da Suíça, no Cantão Tessino, com cerca de 286 habitantes. Estende-se por uma área de 6,58 km², de densidade populacional de 43 hab/km². Confina com as seguintes comunas: Calpiogna, Dalpe, Faido, Olivone, Osco.
A língua oficial nesta comuna é o Italiano.